# Leibnizschule (Offenbach am Main)
Die Leibnizschule ist ein altsprachliches Gymnasium im Westend der Stadt Offenbach am Main. Sie ist nach dem deutschen Philosophen Gottfried Wilhelm Leibniz benannt.

## Geschichte

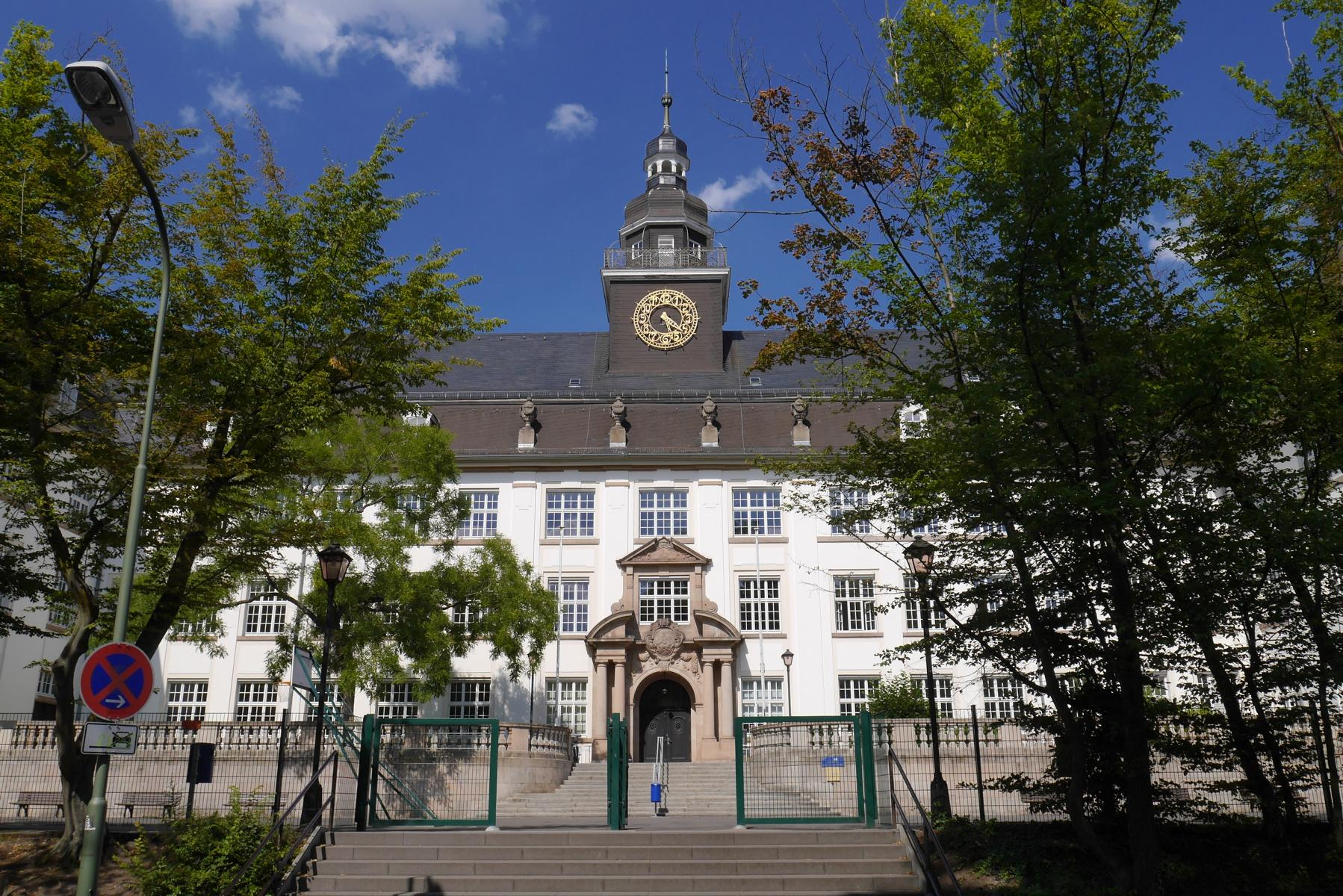
Bauliche Situation nach Einbau des Stahltors vor der Treppe und den neuen Fenstern

Totale

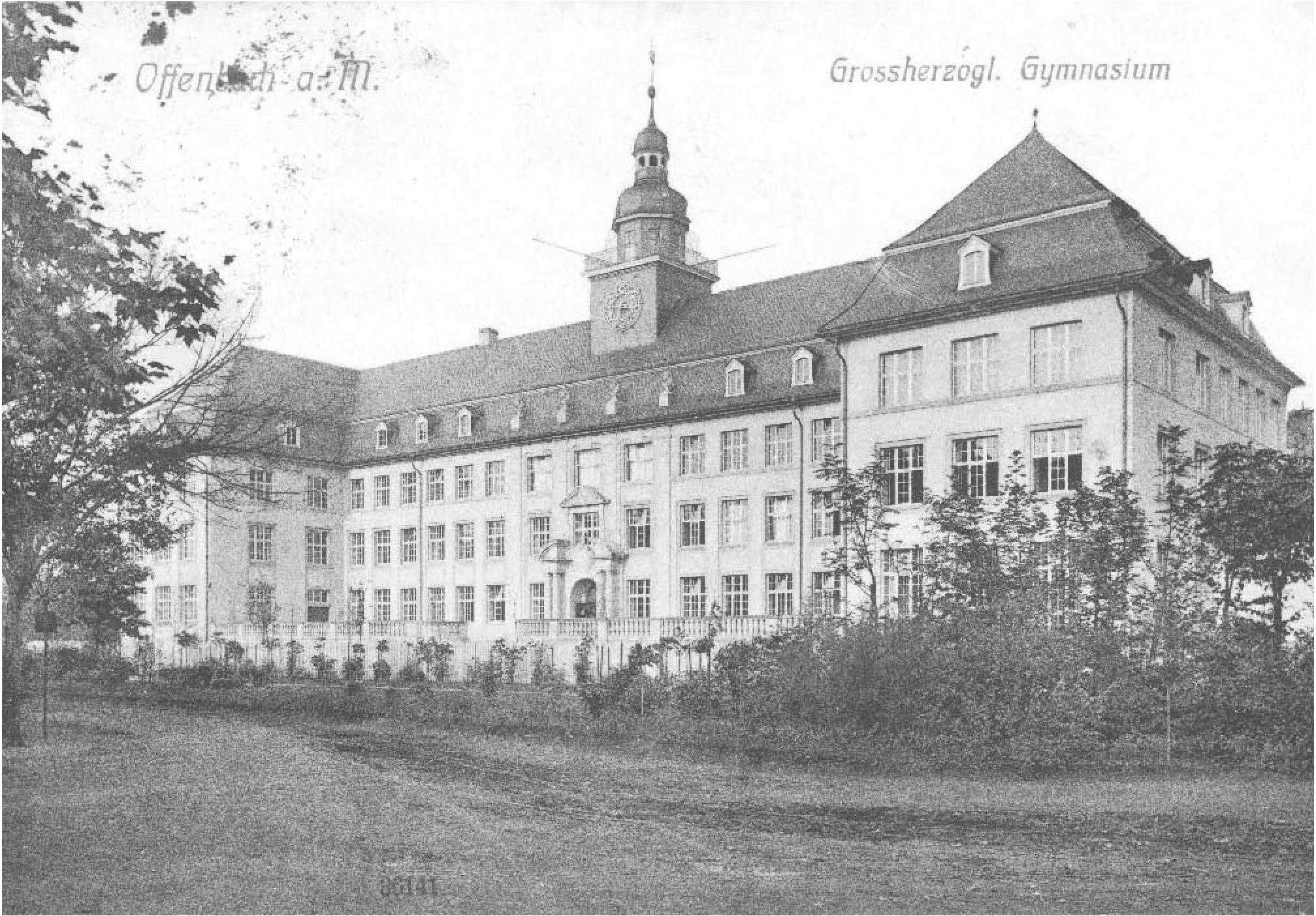
Gymnasium im Jahr 1909

Die Geschichte der Schule reicht bis in das Jahr 1691 zurück. Damals wurde in Offenbach eine Lateinschule im Pfarrhaus in der Schlossstraße gegründet. Diese Schule wurde 1834 in eine großherzoglich-hessische Realschule umgewandelt. 1884 teilte sich diese Schule in die Leibnizschule als Realgymnasium, später dann Gymnasium und die spätere Rudolf-Koch-Schule als Realschule.
1909 wurde der heutige neobarocke Bau, mit seinen kurzen Seitenflügeln, dem aufgesetzten Uhrtürmchen, seiner breiten Freitreppe, dem Zierbrunnen im Foyer und dem prachtvollen Portal als Großherzogliches Knabengymnasium eingeweiht. Vorbild des Baus war die Schlossarchitektur des 18. Jahrhunderts, dieser galt als schönstes Schulgebäude seiner Zeit.
In der NS-Zeit wurde das Gymnasium in Hindenburg-Schule umbenannt. Von 1945 bis 1947 waren dann beide Schulen noch einmal als Realgymnasiums Offenbach vereint, danach erfolgte eine erneute Trennung unter den kurzfristigen Namen A-Schule (für die Realschule) und B-Schule (für das Gymnasium). Noch im gleichen Jahr folgte die Umbenennung in den heutigen Namen.
Die Schule verteilt sich heute auf zwei Gebäude, von denen das ältere seit 1909 Sitz der Schule war. Das zweite Gebäude entstand 1972 im Zuge steigender Schülerzahlen. Die Schule wird (Stand 2009) von etwa 1400 Schülern besucht. Zur Fröbelschule für Praktisch Bildbare in Offenbach besteht eine enge Partnerschaft.

## Besonderes
Die Schüler der fünften Klasse werden in einem Mentorenprogramm von Älteren betreut. Die Schule ist eine Club-of-Rome-Schule. Dies ist eine besondere Auszeichnung für Schulen, die den Menschen in den Mittelpunkt stellen.
Seit diesem Jahr bietet die Schule zusätzlich zu einer Lateinklasse (Latein als erste Fremdsprache) auch eine Ganztagsklasse an.

## Neubau
Der Neubau der Leibnizschule wird heutzutage für den Unterricht der Mittelstufe, der Oberstufe sowie den Q1- und Q2-Klassen genutzt. Er hat ein eigenes Lehrerzimmer und das Hauptsekretariat befindet sich ebenfalls dort. Es gibt mehrere Trakte, jedes auf ein spezielles Thema zugeweiht. So ist der C-Trakt bspw. für naturwissenschaftliche Fächer wie Biologie, Chemie oder Physik bestimmt.

## Bekannte Schüler
- Heinrich von Brentano (1904–1964), Politiker[4]
- Georg Heberer (1920–1999), Chirurg und Hochschullehrer in Köln und München
- Lutz Kleinhans (1926–2011), deutscher Fotograf und Bildjournalist
- Bernd Rosenheim (* 1931), Bildhauer[5]
- Dieter Krombach (1935–2020), Arzt sowie verurteilter Vergewaltiger und Mörder
- Otto Holzapfel (* 1941), Volkskundler und philologisch orientierter Liedforscher, Abitur 1961
- Brigitte Scherer (* 1943), Reisejournalistin bei der Frankfurter Allgemeinen Zeitung
- Reinhart T. Grundmann (* 1944), Chirurg
- Jürgen Blume (* 1946), Komponist, Professor, langjähriger Rektor der Hochschule für Musik Mainz
- Karl Rathgeber (* 1950), Dirigent, Professor, langjähriger Rektor der Hochschule für evangelische Kirchenmusik Bayreuth, Abitur 1969
- Maria Regina Kaiser (* 1952), Schriftstellerin, Abitur 1971[6]
- Horst Schneider (* 1952), ehemaliger Oberbürgermeister von Offenbach am Main, Abitur 1970[7]
- Richard Beyer (* 1958), Musiktheoretiker, Musikwissenschaftler.
- Christoph Schäfer (* 1961), Historiker, Abitur 1981[8]
- Felix Körner (* 1963), Theologe, Islamwissenschaftler, Abitur 1982.
- Sergio Morabito (* 1963), Dramaturg, Opernregisseur
- Sebastian Heilmann (* 1965), Politikwissenschafter und Sinologe
- Kai Frederic Schrickel (* 1966), Schauspieler, Abitur 1985[9]
- Oliver Stirböck (* 1967), Politiker, Abitur 1987[10]
- Götz Otto (* 1967), Schauspieler[11]
- Sebastian Rode (* 1990), Fußballspieler und Europapokalsieger[12]
- Emre Nefiz (* 1994), Fußballspieler
- Dren Hodja (* 1994), Fußballspieler